# Междуречье (Миорский район)
Междуре́чье (бел. Міжрэ́чча) — деревня в Миорском районе Витебской области Белоруссии. Входит в состав Повятского сельсовета.

## История
Первое упоминание о населённом пункте в польских источниках относится к XVI веку. Первоначально деревня носила название Домбровица, но в XVII веке была переименована в Междуречье.
После раздела Речи Посполитой имение Междуречье вошло в состав Леонпольской волости в Дисненском уезде Виленской губернии Российской империи. Рядом с деревней появился небольшой фольварк.
По итогам советско-польской войны деревня вернулась в состав Польши. В Польской Республике Дисненский повет, включавший в себя гмину Леонполь, первоначально входил в состав Новогрудского воеводства, а затем был переведён в Виленское воеводство. К 1930-м годам население Междуречья сильно сократилась, причём бо́льшая часть жителей перебралась на фольварк, а старая территория деревни почти опустела.
После присоединения Западной Белоруссии к СССР деревня Междуречье вошла в состав Белорусской ССР. В 1960 году деревню передали из состава Александровского сельсовета в Повятский сельсовет Миорского района Витебской области.
В настоящее время — в Республике Беларусь.

## Население
- 1865 год — 253 человека в деревне и 23 в фольварке[3].
- 1931 год — 7 человек в деревне и 47 в фольварке[8].
- 2009 год — 2 человека; 2019 год — 3 человека[1].

| Динамика численности населения | Динамика численности населения | Динамика численности населения | Динамика численности населения |
| 1865                           | 1931                           | 2009                           | 2019                           |
| ------------------------------ | ------------------------------ | ------------------------------ | ------------------------------ |
| 281                            | ↘54                            | ↘2                             | ↗3                             |

## Достопримечательность
- Усадьба Мирских[бел.]. Каменный первый этаж было возведено в XVII веке, деревянный второй этаж и дворовые постройки — в XIX веке. До настоящего времени сохранились лишь руины[11][12].
- Водопад на реке Вята